# Bravo東東
《Bravo東東》是中国大陆拍摄的一部校园题材动画片，由胡依紅执导，该作品讲述了一位中学生东东的故事。该作受到了很多人的喜爱。

## 剧情
该作以介绍十四岁的，初中生东东所经历的，以及其身份的人发生的事情为主。该作通过东东对他经历的事情的理解以及想法来反映当时的学生们的一些现象。

## 電視原聲
| 曲序 | 曲目                         |      | 作曲 | 演唱   |
| ---- | ---------------------------- | ---- | ---- | ------ |
| 1.   | Hai Si Tong Miu Ha（主题曲） | 鄭方 | 彭程 | 金湛翔 |

## 职员
- 導演：胡依紅
- 出品人：金國平
- 監製：陳桂寶、王華得、張國強
- 製片人：朱毓平、鄭方
- 製片主任：袁峯
- 策劃：胡依紅、袁峯
- 故事梗概：錢珏、于田
- 編劇：于田
- 漫畫人物設計：陳淑君
- 動畫人物設計：喻穎
- 背景設計：喻穎
- 台本：胡錦平、喻穎
- 音樂製作人：鄭方
- 動作指導：王昕
- 色指定：喻穎
- 執行導演：胡錦平、王昕
- 動畫製作：楊志剛、楊青、方淵文、徐蓉、鄭濤、孫武
- 後期監製：鄭方
- 配音導演：王慧堅
- 音樂製作：彭程、鄭方
- 錄音：鄒俊偉
- 混錄：吳岱德

## 奖项
- 《BRAVO 东东》获第 19 届电视文艺曾获得安纳西动画电影节大奖与亚太电影节最佳动画片奖。[9]

## 外部連結
- 豆瓣电影上《Bravo東東》的資料 （简体中文）
- 腾讯网链接